# 安田あきえ
安田 あきえ（やすだ あきえ、1957年7月16日 - ）は日本の女性声優。大沢事務所所属。一時は安田 亜希江の名で活動していた。神奈川県川崎市出身。

## 略歴
神奈川県立多摩高等学校卒業、専門学校東京アナウンス学院卒業。『アルプスの少女ハイジ』を観たことがきっかけで声優を目指す。
以前は同人舎プロダクションに所属していた。
1980年、『おじゃまんが山田くん』で初レギュラー。1983年には『ベムベムハンターこてんぐテン丸』でヒロイン、1984年には『とんがり帽子のメモル』のマリエル役で初の主役格（ダブルヒロイン）をつとめる。後に日曜朝8:30へと移動、現在も続く東映動画女児向けアニメーション枠の第一作となったこの作品で、それまで活発な女の子役が多かった安田は、病弱で孤独な深窓の令嬢マリエルを演じた。これ以降の出演は共演者が同じ事務所の声優で固められるゲームの仕事が主になった。

## 出演作品

### テレビアニメ
- おじゃまんが山田くん（1980年、山田サナエ）
- 光速電神アルベガス（1983年、さくら）
- ベムベムハンターこてんぐテン丸（1983年、花井ヨーコ[5]）
- 魔法の天使クリィミーマミ（1983年）
- 大自然の魔獣バギ（1984年、リョウ）
- とんがり帽子のメモル（1984年、マリエル・ルグラン[6]）
- 夢戦士ウイングマン（1984年、正和）
- 聖闘士星矢（1987年、邪武〈少年時代〉）
- エスパー魔美（1989年、吉沢友子）
- 美味しんぼ（1991年、双川史子）

### 劇場アニメ
- はだしのゲン（1983年）
- とんがり帽子のメモル（1985年、マリエル）
- プロゴルファー猿 スーパーGOLFワールドへの挑戦!!（1986年、子供）

### ゲーム
- スライムワールド（1992年、フレシャー）※安田亜紀江名義
- 悪魔城ドラキュラX 血の輪廻（1993年、イリス）
- スーパーリアル花札 恋こいしましょ（1995年、岸部理香子）
- VIRUS（シスコ）※安田亜紀江名義
- Deep Sea Adventure〜海底宮パンタラッサの謎〜（1997年、アデル、ビョルナ）

### 人形劇
- あつまれ!じゃんけんぽん（1991年度・メエ先生）

### LPドラマ
- とってもひじかた君（美剣先輩、兼定雪緒）

### CMナレーション
- 雪見だいふく
- CURIO CITY

### 歌
- メモルのおえかきうた（「とんがり帽子のメモル SONG&MUSIC コレクション」に収録）
- 雀じゃん恋しましょ（岸部理香子として）